# Agrostis hissarica
Agrostis hissarica é uma espécie de gramínea do gênero Agrostis, pertencente à família Poaceae.